# برشاوشان بيروي
برشاوشان بيروفي (الاسم العلمي:Adiantum peruvianum) (بالإنجليزية: silver-dollar fern أو Peruvian maidenhair)‏ هو نوع من النباتات يتبع جنس البرشاوشان من الفصيلة الديشارية.